# Place des Emmurées
La place des Emmurées est une voie publique de la commune française de Rouen.

## Situation et accès
La place est située dans le quartier Saint-Sever sur la rive sud de la Seine.

## Origine du nom
Le nom de cette place vient de la communauté de Dominicaines installée en 1263 dans le manoir épiscopal de Saint-Mathieu. Elles devaient respecter strictement la clôture et à cet effet leur couvent était entouré de hautes murailles. Elles étaient emmurées.

## Historique
Une usine à gaz d'éclairage y est construite en 1834,. Avant la Seconde Guerre mondiale, la place était bordée par plusieurs gazomètres.
En 1856, le marché aux bestiaux est inauguré sur la place des Emmurées,.
En 1889, il est créé un marché pour les denrées alimentaires.
Une rotonde érigée en 1896 au centre de la place est remplacée en 1924 par de nouvelles halles de marché.
La place est endommagée en août 1944 par des bombardements aériens visant à détruire les ponts sur la Seine.
L'ancien parking construit en 1978 a fait place à une nouvelle halle due à l'architecte Arnaud Yver en 2014,,.
Un marché s'y tient le mardi et le samedi de 6h30 à 18h ainsi qu'une brocante le jeudi de 7h à 18h.

## Bâtiments remarquables et lieux de mémoire
On y trouve un bureau de poste.
Plusieurs immeubles de la place sont dus à l'architecte Georges-Louis Goupillières.
Le botaniste Jean Raynal est né au no 7.

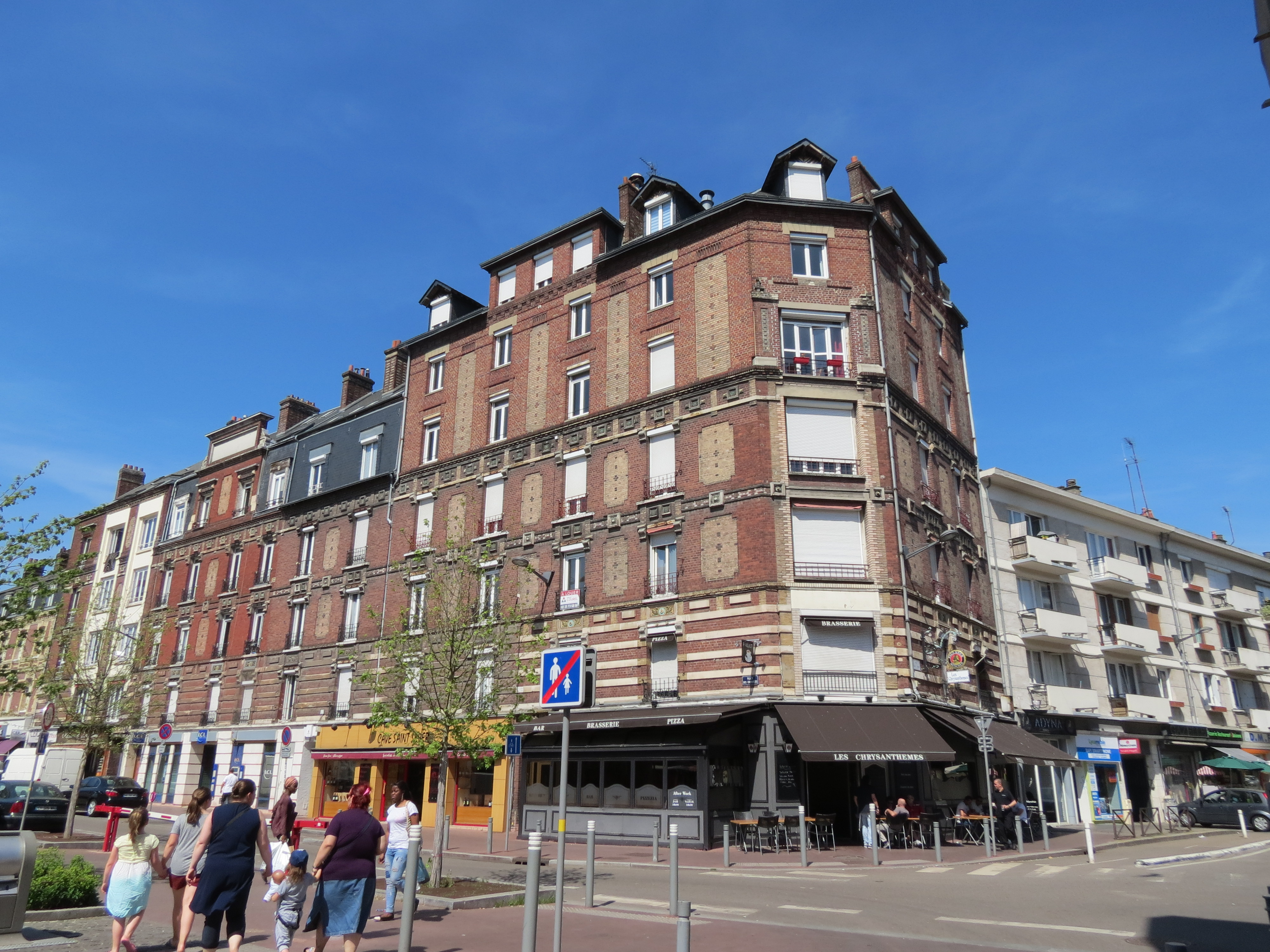
Immeuble, 2-8 place des Emmurées.
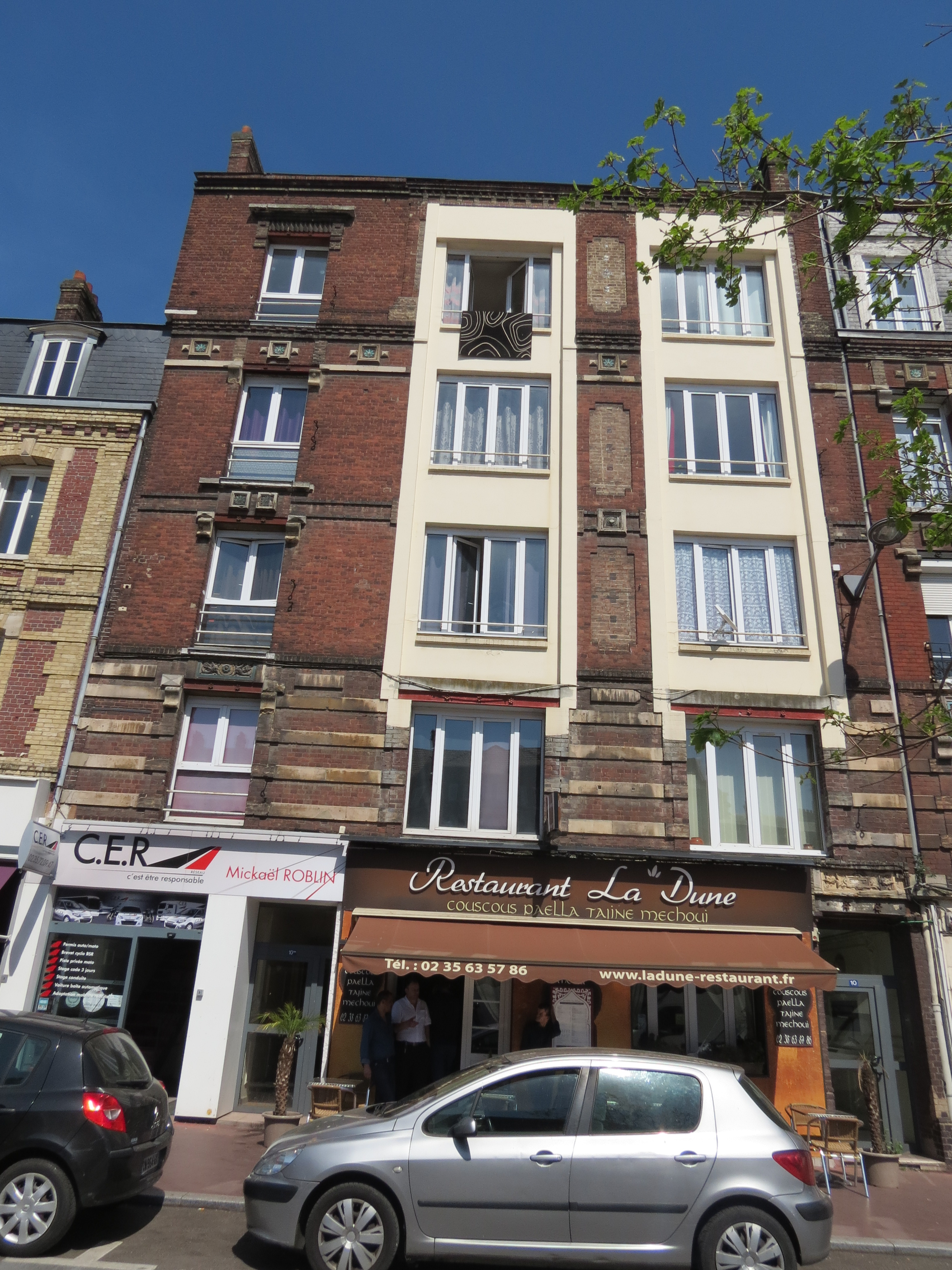
Immeuble, 10 place des Emmurées.